# Basselinia humboldtiana
Espèce
Statut de conservation UICN

 NT  : Quasi menacé
Basselinia humboldtiana est une espèce de plantes de la famille des Arecacées.